# Noëlle Lenoir
 (juillet 2011).
Si vous disposez d'ouvrages ou d'articles de référence ou si vous connaissez des sites web de qualité traitant du thème abordé ici, merci de compléter l'article en donnant les références utiles à sa vérifiabilité et en les liant à la section « Notes et références ».
Pour les articles homonymes, voir Lenoir.
Ne doit pas être confondu avec Noémie Lenoir.
Noëlle Lenoir, née le 27 avril 1948 à Neuilly-sur-Seine (Hauts-de-Seine), est une juriste, haute fonctionnaire et femme politique française. Elle est membre du Conseil constitutionnel entre 1992 et 2001, la première femme nommée à cette institution,. Elle est par la suite ministre des Affaires européennes de 2002 à 2004. Elle a exercé des fonctions variées dans les domaines politique, judiciaire et universitaire.

## Biographie

### Famille
Noëlle Lenoir naît dans une famille juive. Son père est avocat et sa mère agent commercial. Un arrière-grand-père était président de chambre à la cour d’appel de Nancy ; une grand-mère, d’origine russe, était avocate en France à partir de 1909 ; une tante fut bâtonnière.

### Début de carrière au Sénat
Juriste de formation, Noëlle Lenoir étudie à l'université Paris-Panthéon-Assas. Elle est diplômée de l'Institut d'études politiques de Paris (promotion 1969, voie Service public). 
Elle réussit le concours d'administrateur du Sénat en 1972 et rejoint la Commission des lois en 1975.
Après dix ans au Sénat, elle intègre en 1982 la direction juridique de la Commission « Informatique et libertés » (CNIL).

### Conseiller d'État
En 1984, elle intègre le Conseil d'État comme maître des requêtes et commissaire du gouvernement (aujourd’hui « rapporteur public ») au contentieux. Le 4 novembre 1988, elle devient directrice de cabinet de Pierre Arpaillange, ministre de la Justice.  
En 1990, elle est chargée par Michel Rocard d'une mission sur les questions éthiques liées à la procréation médicalement assistée, la biologie et la génétique. Son rapport « Aux frontières de la vie : une éthique biomédicale à la française » est remis en 1991 et sert de base à la loi bioéthique de 1994.

### Conseil constitutionnel
En 1992, Noëlle Lenoir est nommée membre du Conseil constitutionnel par Henri Emmanuelli.  
Elle préside également de 1992 à 1999 le Comité international de bioéthique de l’UNESCO, qui adopte en 1998 la Déclaration universelle sur le génome humain et les droits de l’homme.

### Ministre des Affaires européennes
Après un passage à l’université Columbia et son inscription au barreau de Paris en 2001, elle devient en 2002 ministre des Affaires européennes dans le deuxième gouvernement Raffarin. Son portefeuille inclut les négociations d’élargissement de l’Union européenne et le suivi du traité constitutionnel européen.

### Carrière d’avocate
De 2004 à 2009, elle exerce chez Debevoise & Plimpton, puis rejoint Jeantet et Associés. En 2012, elle intègre le cabinet Kramer Levin Naftalis & Frankel à Paris.

### Déontologue de l'Assemblée nationale
En octobre 2012, elle est nommée déontologue de l’Assemblée nationale.  
Elle démissionne en avril 2014 après la création de la Haute Autorité pour la transparence de la vie publique.
En novembre 2015, Le Figaro et Libération rapportent qu’elle avait défendu un laboratoire pharmaceutique contestant une décision ministérielle alors qu’elle était déontologue,. Elle déclare au Journal du dimanche qu’elle ne voyait pas de conflit d’intérêts, arguant que son rôle d’avocate était connu.

## Mandats et politique
Élue locale à Valmondois (Val-d'Oise) pour la première fois en 1977, Noëlle Lenoir est élue maire de cette commune en 1989, fonction qu’elle exerce jusqu’en 1995 sous l’étiquette PS. De son statut de membre du Conseil constitutionnel, elle ne peut briguer un nouveau mandat.  
Elle se présente de nouveau aux élections municipales de 2008, cette fois sans étiquette, se déclarant « divers droite ». Elle est élue avec toute sa liste et reste maire de 2008 à 2010, quittant cette fonction pour raisons personnelles tout en restant conseillère municipale.
Elle soutient Emmanuel Macron lors de l'élection présidentielle française de 2017.

## Associations et académies
En octobre 2022, elle reçoit le prix Benazir Bhutto de l'université La Verne à Los Angeles ; le précédent lauréat était Robert Rubin.

## Distinctions
- Officier de la Légion d'honneur
- Grand officier de l'ordre national du Mérite[15]
- Grand officier de l'ordre de Léopold II (Belgique)
- Commandeur de l'ordre du Mérite de la république de Pologne (Pologne)
- Commandeur de l'ordre du Mérite de la République fédérale d'Allemagne (Allemagne)
- Docteur honoris causa : Suffolk University (États-Unis) et University College London (Royaume-Uni)
- Distinguished Fellow du Hastings Center (États-Unis)

## Publications
Outre de nombreux articles dans la presse et des revues juridiques, Noëlle Lenoir a publié :
- La transparence administrative (en coll., 1987)
- Aux frontières de la vie : une éthique biomédicale à la française (1991)
- Le droit de la Bioéthique (1998)
- Les normes internationales de la bioéthique (1998)
- La justice, de Daumier à nos jours (1999)
- Relever le défi des biotechnologies (2000)
- La vie politique, de Daumier à nos jours (2005)
- La Societas Europaea ou SE : pour une citoyenneté européenne de l'entreprise (2007)
- L’Europe, de Daumier à nos jours (2017)